# Кастель-ди-Лучо
Касте́ль-ди-Лу́чо (итал. Castel di Lucio) — коммуна в Италии, располагается в регионе Сицилия, подчиняется административному центру Мессина.
Население составляет 1400 человек, плотность населения составляет 56 чел./км². Занимает площадь 28 км². Почтовый индекс — 98070. Телефонный код — 0921.
Покровителем коммуны почитается святой мученик Плакида. Праздник ежегодно празднуется 5 октября.